# Nasa vargasii
Nasa vargasii là một loài thực vật có hoa trong họ Loasaceae. Loài này được (J.F.Macbr.) Weigend mô tả khoa học đầu tiên năm 1998.